# Első Kara Killisse-i csata
Az I. Kara Killisse-i csata a kaukázusi front egyik csatája volt az első világháborúban az Oszmán Birodalom és az Orosz Birodalom csapatai között. A csatára 1915 nyarán, Kara Killisse (magyarul: „Fekete templom”) város közelében került sor. Az Oszmán Birodalom hadserege elvesztette a csatát és visszavonult a vereség után.

## A csata
A malazgirti csata után az orosz erők Oganovszkij tábornok irányítása alatt észak felé vonultak vissza, Baiburt térségébe. 1915. augusztus elején Jugyenyics tábornok, a kaukázusi orosz erők főparancsnoka 22 000 kozák lovast és gyalogost gyűjtött össze Tahir körül és megkezdte a támadást a törökök ellen Kara Killisse városához közel. A török katonák a hadoszlopaikat elhagyták, totális fejetlenség uralkodott a csapatok soraiban. Abdul Kerim nem tudta irányítani a hadseregét, a katonák szétszéledtek. Az orosz győzelem nem volt kérdéses, elfoglalták Kara Killisse városát.

## Eredmények
Az orosz veszteségekről nem maradtak fenn adatok, a törököknél 6 000 ember eltűnt, és 10 000 ember megsebesült vagy meghalt.